# EU-Gipfel 2015
Der EU-Gipfel 2015 fand vom 19. bis 20. März 2015 in Brüssel, Belgien, statt. Den Vorsitz hatte der polnische Politiker Donald Tusk, seit 2014 Präsident des Europäischen Rates.

## Themen
Die zentralen Themen des Treffens waren der Ukraine-Konflikt und die Beziehungen zu Russland, die Schaffung einer Energieunion und abermals die wirtschaftliche Lage Griechenlands.

### Russland
Die Gipfelteilnehmer erörterten die Rolle Russlands im Ukraine-Konflikt. Die Staats- und Regierungschefs verständigten sich im Laufe der Verhandlungen schließlich darauf, die Umsetzung des Minsker Friedensplans zur Bedingung für Aufhebung der Sanktionen gegen Russland zu machen. Die bis Ende Juli befristeten Handels- und Investitionsbeschränkungen waren zunächst bis Ende des Jahres verlängert worden. Die Sanktionen bestanden vor allem aus einem Verbot der Belieferung russischer Unternehmen mit Spezialtechnik zur Ölförderung und einem Exportverbot für Militärgüter. Die EU forderte den russischen Präsidenten Wladimir Putin auf, seinen Einfluss auf die prorussischen Separatisten in der Ostukraine für eine Beilegung des Konfliktes zu nutzen und die militärische Unterstützung der Separatisten einzustellen. Weiterhin wurde gefordert, dass die Separatisten die Kontrolle der Grenzen in der Ostukraine wieder an die Regierung in Kiew abgeben, ebenso wie die von Russland annektierte Schwarzmeerhalbinsel Krim. Den Vorschlag einer Koppelung der Sanktionen an den Friedensplan war von Bundeskanzlerin Angela Merkel und Frankreichs Präsident François Hollande im Vorfeld des EU-Gipfels gemacht worden.

### Energieunion
Ein weiteres Thema des Gipfels war die Schaffung einer Energieunion. Der Europäische Rat verständigte sich auf erste Schritte und verpflichteten sich, "für erschwingliche, sichere und nachhaltige Energie in der EU Sorge zu tragen". Im Zusammenhang mit diesem Thema wurden besonders die Energieversorgungssicherheit und die Transparenz bei Gaslieferverträgen diskutiert. Man sprach sich außerdem dafür aus, zur Steigerung der Energieeffizienz "innovative Strategien für eine neue Generation von erneuerbaren Energiequellen" zu entwickeln.

### Griechenland
Während des Gipfels wurde abermals die Lage Griechenlands erörtert. Im Verlauf des Gipfel-Treffens trafen Bundeskanzlerin Merkel, Frankreichs Präsident Hollande, EU-Kommissionschef Jean-Claude Juncker, EU-Ratspräsident Tusk, Euro-Gruppen-Chef Jeroen Dijsselbloem und EZB-Präsident Mario Draghi mit dem griechischen Ministerpräsident Alexis Tsipras zusammen, um die Situation in kleiner Runde zu diskutieren. Dieses Treffen entsprach zwar dem Wunsch von Ministerpräsident Tsipras, führte aber bei einigen Gipfelteilnehmer zu Verärgerung. Nach den Gesprächen wurde verkündet, dass Griechenland sich dazu verpflichtet habe, eine vollständige Liste mit eigenen Reformvorschlägen vorzulegen und sie in die Tat umzusetzen. Dies sei Voraussetzung für die Geldgeber, die noch verfügbaren 7,2 Milliarden Euro aus dem verlängerten Hilfsprogramm freizugeben. "Je schneller diese Reformen bekannt sind, je schneller diese Informationen bekannt sind, desto schneller wird die Eurogruppe eine Entscheidung treffen können", sagte der französische Staatspräsident François Hollande. Ein konkreter Zeitplan wurde jedoch nicht genannt. Kanzlerin Merkel forderte eine schnelle Umsetzung. EU-Kommissionschef Juncker, EU-Gipfelchef Tusk und Eurogruppenchef Dijsselbloem betonten in einer gemeinsamen Erklärung, Basis der vereinbarten Hilfe sei die Vereinbarung der Euro-Finanzminister vom 20. Februar 2015. Der griechische Ministerpräsident erklärte nach dem Treffen "Wir sind optimistischer nach den Beratungen." Er betonte: "Alle Seiten haben versucht, das Beste zu tun und die Probleme der griechischen Wirtschaft zu lösen."

### Östliche Partnerschaft und Europäisches Semester
Der Europäische Rat verständigte sich zugleich auf die Ziele des Gipfeltreffens der Östlichen Partnerschaft am 21. Und 22. Mai 2015 in Riga. Priorität habe die Stärkung der demokratischen Institutionen im Osten liege.
Im Zusammenhang mit dem Abschluss des Europäischen Semesters 2015 erörterte der Europäische Rat die Wirtschaftslage in Europa und die Umsetzung von Strukturreformen durch die Mitgliedstaaten.